# 태풍 곳푸 (2015년)
태풍 곳푸 (Typhoon Koppu)는 2015년 10월 13일부터 10월 21일까지 활동했고 최저기압 925hPa를 기록했던 2015년의 제24호 태풍이다. 필리핀에 영향을 주었다. 곳푸는 일본에서 제출한 이름으로 컵자리(컵)을 의미한다. 필리핀에서 매우 큰 피해를 준 태풍 곳푸는 제명되었다.

## 개요
2015년 제24호 태풍 곳푸는 10월 13일 오후 9시에 중심기압 1000hPa, 최대풍속 18m/s, 강풍 반경 280km, 크기 '소형'의 열대폭풍으로 미국 괌 서북서쪽 약 700km 부근 해상에서 발생하였다.(일본 기상청 태풍정보 기준) 발생 이후 서진하면서 더디게 발달했으나 필리핀 루손섬 상륙 직전에 급발달해서, 10월 18일 오전 3시에 필리핀 마닐라 북동쪽 약 210km 부근 육상에서 중심기압 920hPa, 최대풍속 51m/s, 강풍 반경 440km(북쪽 반경)의 세력 '매우 강', 크기 '중형'(일본 기상청 태풍정보 속보치 기준)의 태풍으로 최성기를 맞이하였고, 최성기 세력으로 필리핀 루손섬에 상륙하였다. 필리핀 루손섬 관통 뒤 남중국해와 루손 해협에 진출하며 급속하게 약화되었고, 10월 21일 오후 3시에 필리핀 마닐라 북북동쪽 약 590km 부근 해상에서 중심기압 1000hPa의 열대저압부로 소멸하였다.

## 같이 보기
- 2015년 태풍